# Il mio Godard
Il mio Godard (Le redoutable) è un film del 2017 scritto e diretto da Michel Hazanavicius.
Basata sulla biografia Un an après dell'attrice Anne Wiazemsky, si tratta di una pellicola biografica incentrata sul rapporto sentimentale e lavorativo tra il regista Jean-Luc Godard e la stessa Wiazemsky.

## Trama
Parigi 1967. Jean-Luc Godard, cineasta di spicco della sua generazione, sta distribuendo nelle sale La cinese con protagonista la donna che ama, Anne Wiazemsky, di 17 anni più giovane. Sposati e felici, la loro vita sentimentale e professionale viene messa a dura prova dopo l'accoglienza negativa del film, che provoca in Godard una profonda crisi. Il regista si getta allora nell'impegno politico del Maggio '68 a Parigi, ma le sue posizioni integraliste e la sua mancanza di diplomazia fanno progressivamente allontanare da lui gli amici ed i colleghi. La situazione diventa sempre più intollerabile e l'eccessiva gelosia di Godard, culminata con un tentativo di suicidio, sancisce la fine del matrimonio.

## Distribuzione
Il film è stato presentato in anteprima e in concorso al Festival di Cannes 2017. È stato distribuito nelle sale cinematografiche francesi il 13 settembre 2017, mentre in quelle italiane dal 31 ottobre dello stesso anno.

## Riconoscimenti
- 2017 - Festival di Cannes
  - In competizione per la Palma d'oro